# Yvon Thiboutot
Pour les articles homonymes, voir Thiboutot.
Yvon Thiboutot (né le 7 avril 1937 à Montréal et mort le 28 février 2004 dans la même ville) est un acteur québécois.

## Biographie
Joseph Octave Saül Yvon Raymond Thiboutot nait en 1937 à l'hôpital de la maternité catholique et crèche de la Miséricorde de Montréal. Il est le fils de Joseph Arthur Thiboutot, médecin, et Berthe Brisebois.
Thiboutot est connu pour ses nombreuses apparitions à la télévision dans les années 1960, 1970 et 1980. D'abord connu pour ses rôles dans des séries destinées à la jeunesse, il obtient plusieurs rôles de soutien dans des téléromans populaires, dont Les Berger, Marilyn, Les Brillant, Entre chien et loup, La Petite Patrie et La Bonne Aventure. Il a aussi tenu de nombreux rôles de doublage de productions américaines post-synchronisées au Québec. Il a doublé la voix de William Shatner dans le rôle du capitaine James T. Kirk de la célèbre série télévisée Star Trek. En 1968, il a tenu le rôle de « Tony » dans la comédie musicale Monica la mitraille de Michel Conte à la PdA de Montréal. Yvon Thiboutot a également prêté sa voix au personnage du commissaire Simmonds joué par Roy Dotrice pour deux épisodes de la série britannique culte de science-fiction Cosmos 1999.
Thiboutot a également été actif sur la scène syndicale et politique. Il a participé à la fondation du Rassemblement pour l'indépendance nationale (RIN), le 10 septembre 1960, en plus d'occuper plusieurs mandats syndicaux, dont le poste de secrétaire général de l'Union des artistes et celui de représentant syndical des professeurs du Conservatoire d'art dramatique du Québec.

## Filmographie
- 1967 : Marie Quat'Poches (série télévisée) : Général Tortillas
- 1969 : Bidule de Tarmacadam (série télévisée) : Arriviste Crétin
- 1970 : Maigrichon et Gras-Double (série télévisée) : Double Face
- 1970 : Les Berger (série télévisée) : Valentin Cossette
- 1972 : Les Forges de Saint-Maurice (série télévisée) : François Godard
- 1973 : Taureau : Denis Corriveau
- 1974 : La Petite Patrie (série télévisée) : Coco-la-guerre
- 1977 : Panique
- 1983 : Poivre et Sel (série télévisée) : Le Directeur
- 1983 : The Deadly Game of Nations (voix)
- 1984 : Entre chien et loup (série télévisée) :  Lazare Carignan
- 1991 : Marilyn (série télévisée) : Georges Ranger
- 1996 : The Legend of the Flying Canoe : Narrateur (voix)
- 1998 : 4 et demi (série télévisée) : Théo Gagnon

## Théâtre
- 1963 : La Surprise de l'amour de Marivaux, mise en scène Pierre Debauche, Théâtre Daniel Sorano Vincennes